# Чалмерс, Джордж Поль
Джордж Поль Чалмерс (англ. George Paul Chalmers, 1833, Монтроз, графство Ангус, Шотландия — 20 февраля 1878, Эдинбург) — шотландский художник викторианской эпохи. Известен в первую очередь как мастер портрета; писал также пейзажи и морские сцены, оформлял интерьеры помещений.

## Жизнь и творчество
Джордж Чалмерс родился в семье морского капитана. В возрасте двадцати лет юноша поступил для учёбы в художественную академию Трастис в Эдинбурге (англ. Trustees Academy), где занимался под руководством Роберта Скотта Лаудера. Уже в этой школе получил прозвище «Angus Rembrandt» (Рембрандт из Ангуса). Чалмерс написал множество портретов, в том числе голландских художников второй половины XIX столетия (например, Йозефа Израэльса (1824—1911). Эту работу Чалмерс выполнил вместе с Хью Камероном, а также живописцами Уильямом Мак-Таггартом (1835—1911) и Джоном Петти (1839—1893). Эти работы художников ныне хранятся в собрании Национальной картинной галереи Шотландии. Первоначально занимался также оформлением интерьеров зданий, однако позднее отдавал предпочтение пейзажам, а также морским сценам. В картинах Чалмерса ощущается сильное влияние голландской живописи. Наиболее известные его работы этого периода: «Сбор урожая» (1873), «Текучие воды» (1875), «Легенда». Все они хранятся в Национальной галерее Шотландии.
Чалмерс был избран в члены-корреспонденты Шотландской академии искусств (Royal Scottish Academy, с 1867 года) и позже стал полным членом Академии (с 1871 года). Был известен как один из наиболее одарённых шотландских мастеров живописи своего времени. В государственных музеях и галереях Великобритании представлены 65 картин Чалмерса. Портрет художника кисти Джона Петти находится в лондонской Национальной портретной галерее Великобритании (National Portrait Gallery, London). Он был учителем шотландского художника-мариниста Джеймса Кэмпбелла Нобля (1846—1913).
В 1878 году подвергся нападению грабителей в Эдинбурге, на Шарлотт-сквер. Вскоре после этого художник скончался от полученных ранений. Похоронен в Эдинбурге, на кладбище Дин (Dean Cemetery), находящемуся к западу от центральной части города. В виде надгробного памятника на могиле Чалмерса установлен его скульптурный бюст.

## Галерея
- Старушка
- Орлиное гнездо
- Легенда
- Юный кавалер
- Портрет Роберта Хатчисона, эсквайра
- Портрет гравёра Дэвида Лоу

## Дополнения
- Edward Pinnington. George Paul Chalmers, R.S.A., and the Art of his Time. Glasgow: T. R. Annan & Sons: Glasgow, 1896.
- Christopher Wood, The Dictionary of Victorian Painters.